# Henryk III (hrabia Bar)
Henryk III (ur. ok. 1247–1250 lub w 1259, zm. we wrześniu 1302 w Neapolu) – hrabia Bar od 1291.

## Życiorys
Henryk był najstarszym synem hrabiego Bar Tybalda II i Joanny z Toucy (Touchy). Po śmierci ojca w 1291 objął dziedzictwo w hrabstwie Bar. We wrześniu 1293 lub 1294 w Bristolu poślubił Eleonorę córkę króla Anglii Edwarda I. Związek ten był oznaką przystąpienia do stronnictwa antyfrancuskiego. W latach 1294–1295 był namiestnikiem króla Niemiec Adolfa z Nassau na terenach przygranicznych. W 1296 przystąpił do koalicji skierowanej przeciwko Filipowi Szwabskiemu. W 1297 został pokonany przez seneszala Szampanii i zawarł zawieszenie broni z królem francuskim. W 1298 posłował w imieniu króla angielskiego do Rzymu. W 1301 został zmuszony do zawarcia z królem francuskim układu w Brugii, na mocy którego uznawał zwierzchność lenną królów francuskich nad częścią swoich posiadłości położonych na zachodnim brzegu Mozy. Zmarł w drodze na wyprawę krzyżową.
Eleonora zmarła jeszcze za życia Henryka, w 1297. Z małżeństwa Henryka i Eleonory pochodziło dwoje lub troje dzieci: Edward, następca ojca jako hrabia Bar, Joanna, żona Johna de Warrene, lorda Surrey i być może Eleonora.